# Koala (Roman)
Koala ist ein Roman von Lukas Bärfuss aus dem Jahr 2014, der mit dem Schweizer Buchpreis ausgezeichnet wurde.

## Inhalt
Am Anfang berichtet der Ich-Erzähler, dass er in seine Heimatstadt zurückgereist ist, um einen Vortrag über Heinrich von Kleist zu halten (der sich vor zweihundert Jahren eine Zeit in Thun aufgehalten hatte). Dann isst er zusammen mit Freunden und seinem Halbbruder, den er seit langem nicht mehr gesehen hat; doch dieser fühlt sich nicht wohl, da ein junger Mann sich zu den beiden setzt, daher beginnt der Halbbruder zu schmollen. Nach dem Essen geht der Letztere dann auch. Das ist das letzte Mal, dass er ihn gesehen hat. Den Vortrag hält er erst, nachdem sein Bruder gegangen ist, da dieser kaum Interesse am Vortrag haben könnte.
Später geht der Ich-Erzähler in ein Gasthaus, in dem er Bekanntschaft mit einer schönen asiatischen Frau namens Daisy macht, und unterhält sich mit ihr. Sie schenkt seinen nicht leichten Interpretationen über das Werk eines Dichters viel Interesse. Nach einigen Stunden geht sie und er bedauert mehr ihre Abwesenheit als das in dieser Zeit verprasste Vortragshonorar.
Zu Beginn des Romans berichtet der Ich-Erzähler über die Geschehnisse in seiner Heimatstadt, über seine dortigen Taten und sein Treffen mit seinem Bruder. Der Ich-Erzähler hält auch einen Vortrag über Heinrich von Kleist. Dann wird das letzte Lebenszeichen des Halbbruders und dessen Suizid erwähnt, von dem der Ich-Erzähler aber erst später erfährt. Er reagiert darauf und beginnt, sich zum Thema Suizid viele Fragen zu stellen. Daher will er herausfinden, weshalb sein Bruder sich das Leben genommen, und nimmt historische Beispiele zum Vergleich, unter anderem Cato, Sokrates oder Seneca. Dadurch versucht er, eine Antwort auf seine Tat zu finden. Bis hier handelt sich das Geschehen hauptsächlich um seinen Bruder.
Auf Seite 60 kommt dann ein Bruch: Der Leser wird in die Kindheit des Bruders zurückversetzt, und es wird der personale Er-Erzähler verwendet. Genauer gesagt, befindet sich der Bruder bei den Pfadfindern und erhält den Pfadfindernamen eines Tieres, und zwar „Koala“. Es wird erklärt, wie dies zustande kommt. Eigentlich erzählt der Ich-Erzähler die Geschichte, indem er seinen Bruder mit „er“ bezeichnet, ohne einmal sich selbst mit einzubeziehen.
Auf Seite 76 erfolgt der zweite Bruch: Dieser besteht aus einem Übergangsabschnitt, in dem alle Namen des Tieres genannt werden, bevor dann über die Geschichte des Tieres berichtet wird. Da erfährt man alles darüber, wie der Koalabär, der kein Bär ist, lebt und in welchem Kontext er erstmals von Menschen gesehen wurde, mit der Geschichte eines Mannes auf einem Schiff, das in die Sträflingskolonie Australien fährt, auf dem sich Kriminelle aus Großbritannien befinden, die nicht mehr im Land erwünscht sind, weil die Gefängnisse überfüllt sind. Es ist wie eine Geschichte in der Geschichte. Dieser Teil wird wie ein Roman erzählt, und es gibt einen Protagonisten, Ralph Clark, der von seiner Frau Alicia getrennt wird. Dabei liebt er sie sehr und vermisst sie auf der Fahrt nach Australien sehr. Dort geht die Geschichte dann mit den Engländern und den Eingeborenen weiter. So erfährt man auch Geschichtliches, wie, dass zwei Jahre nach der Entdeckung des Koalas durch die Weissen der erste durch diese getötet wurde. Der Erzähler ist neutral (Er-Erzähler), daher findet man im Text oft „man“.
Der dritte und letzte Bruch ist auf Seite 170, als der Ich-Erzähler sich wieder zurückmeldet. Da findet die Beerdigung des Bruders statt. Wie viele Suizidenten wird der Bruder ausserhalb der Kirchhofsmauer bestattet und die Totenfeier wird nicht in der Kapelle abgehalten (Seite 173).

## Themen und Motive

### Suizid
Im Roman "Koala" ist der Suizid das Hauptthema, da der Halbbruder des Ich-Erzählers sich das Leben genommen hat. Bereits am Anfang des Romans findet man das Thema des Suizids, da der Ich-Erzähler einen Vortrag über den Autor Heinrich von Kleist hält, der sich das Leben genommen hat. Dies könnte auch eine Andeutung auf das kommende Drama sein. Der Ich-Erzähler stellt sich aufgrund der Tat seines Bruders viele Fragen über Suizid und will eine Antwort finden. Daher denkt er viel nach und stellt sich Fragen (Seite 21–25). Nach all dieser Nachdenkerei fängt er an, Selbstgespräche zu führen (Seite 25). Er will seine Gedanken mit anderen teilen, doch dies ist ein Tabu und es herrscht stattdessen Schweigen; so will der Ich-Erzähler Gründe finden, warum die Leute darüber schweigen (Seite 26–30). Er findet auch heraus, dass mehr Menschen einen Verwandten durch Suizid verloren haben als er es sich je hat denken können. Da es aussichtslos ist, mit jemandem darüber zu sprechen, macht der Ich-Erzähler nun Recherchen über historische Beispiele von Suiziden. So hat Cato, ein Gegner von Julius Cäsar, angesichts der unausweichlichen Niederlage wegen seines Mordes (zusammen mit anderen) an Cäsar, sich das Leben genommen. Seneca und Sokrates mussten sich töten, also Suizid unter Zwang. Er nimmt aber auch weniger bekannte Beispiele wie eine gewisse Marie oder eine namenlose Frisörin. Heinrich von Kleist wurde schon am Anfang des Romans erwähnt. Diese Beispiele versucht der Ich-Erzähler mit dem Fall seines Bruders zu vergleichen, doch weiß er nicht, warum er dies getan hat, denn er war an keiner Verschwörung beteiligt wie Cato und wurde auch nicht zu Suizid verurteilt wie Sokrates, der aus dem Schierlingsbecher trinken musste, oder Seneca, der auf verschiedene Arten durch Kaiser Nero gezwungen wurde, zu versuchen, sich zu töten. Der Ich-Erzähler sagt daher, Suizid sei die einzige freie Tat, zu der der Mensch fähig sei (Seite 30). So versucht er, einen Bezug zwischen Suizid und seinem eigenen Leben herzustellen, wo Einsamkeit doch eine wichtige Rolle gespielt hat. Dann spricht er den Hass gegenüber seinem Bruder aus, seiner Tat wegen. Ein Grund ist, dass er Schuldgefühle im Ich-Erzähler geweckt hat, da er durch seine Tat eine zu entziffernde Botschaft geschickt hat, aber er findet diese Tat auch egoistisch den Hinterbliebenen gegenüber. Dadurch fängt er an, über die Kindheit seines Halbbruders nachzudenken. So erzählt er, was er über dessen Kindheit weiß, was aber nicht besonders viel ist, denn schon früh trennten sich ihre Wege. Im Völkerkundemuseum findet der Ich-Erzähler die 3000 Jahre alte Darstellung eines Suizidenten, der eine anatomisch nicht mögliche Position mit dem um 180° gedrehten Kopf innehat, der sich mit Ohrpflöcken den Hals aufschlitzt (Seite 55–56). Später fängt der Ich-Erzähler an, überall den Koala zu sehen (Seite 57–60).

### Heimat
Die Heimat ist hier ein wichtiges Thema, da man von der Verbindung des Ich-Erzählers zu seiner Heimat erfährt, jedoch nur indirekt durch Heinrich von Kleists Aufenthalt in Thun im Jahr 1802. Der Leser erfährt am Anfang des Romans, dass er dreiundzwanzig Jahre zuvor seine Heimat etwas unfreiwillig verlassen hat, sie daraufhin jedoch gemieden hat. Nach dem Suizid seines Bruders geht der Ich-Erzähler in die „Stadt“ zurück, doch diesen Ort mag er nicht. Er hat kaum eine Verbindung zu seiner Heimat und mit dem Tod des Halbbruders fällt auch die letzte übriggebliebene.

### Bruder
Sein Bruder bringt auch ein Thema hervor, nämlich das Verhältnis von Geschwistern. Der Ich-Erzähler und er haben zwar dieselbe Mutter, jedoch verschiedene Väter. Sie wollen sich trotzdem nicht als Halbbrüder, sondern als Brüder sehen. Der Bruder ist in der Schule ein mäßiger Schüler gewesen, der einen labilen Gesundheitszustand gehabt hat, mit einer Kyphose und schlechten Augen. Daher hat er eine dicke Brille getragen (Seite 46). Er hat zwei Unfälle mit dem glasigen Teil von Türen gehabt. Er ist getrennt vom Ich-Erzähler aufgewachsen und hat ihn kaum gesehen. Das Verhältnis zwischen dem Ich-Erzähler und seinem Halbbruder ist aber kein gewöhnliches, denn sie sehen sich nur wegen der Pflicht, sich als Brüder nicht komplett aus den Augen zu verlieren. Sie sind sich nicht sonderlich nah und wissen nicht besonders viel voneinander. Ihre gegenseitige Vertrautheit beschränkt sich auf ein komplizenhaftes Schweigen, anstatt in die Einzelheiten zu gehen. So wissen sie nur sehr oberflächlich voneinander, wie es dem anderen geht und welche Schwierigkeiten der andere zurzeit hat, wie man dies am Beispiel der Frau des Bruders erkennen kann (Seite 7). Der Ich-Erzähler weiß nur davon, dass deren Liebe zu enden droht. Man erfährt in diesem Ausschnitt als weitere Information nur, dass beide sich vor einigen Jahren kennengelernt haben. Man stellt auch fest, dass sie bei ihren Treffen nur wenig miteinander sprechen, denn es heißt zu Beginn des neuen Abschnittes in der Mitte der Seite 7: „Dann und wann wechselten wir ein paar Sätze […]“. Als der Ich-Erzähler den Mann anruft, der seinen Halbbruder gefunden hat, dessen Freund, fanden sich sowohl dieser Mann verpflichtet, dem Ich-Erzähler als Halbbruder des Verstorbenen zu kondolieren, als auch der Ich-Erzähler dem Mann sein Beileid zu wünschen, da dieser ihn als seinen Freund besser kennt als er selbst (Seite 14–15). Der Ich-Erzähler hat nach den Tatmotiven gesucht und vermutet nun mehrere Gründe für den Suizid. Sein Totemname „Koala“ habe seinem Bruder ein Gefühl der Nutzlosigkeit eingefößt, da der Koala nutzlos sei. Der Bruder sei wie der Koala isoliert und ein Einzelgänger gewesen. Dazu habe der Bruder es im Leben nicht weit gebracht und mehrfach den Job gewechselt. Er habe Cannabis konsumiert und Beziehungsprobleme mit seiner Frau gehabt (Seite 7). Durch seinen Suizid hat er sich seinen Aufgaben und Pflichten entzogen.

## Form

### Erzählform und Erzählverhalten
Im Roman wird meistens der Ich-Erzähler verwendet, nämlich von der Seite 5 (der Anfang) bis zur Seite 60 und dann wieder von der Seite 170 bis zur Seite 182 (das Ende). Dazwischen, also von der Seite 60 und 170 wird der Er-Erzähler benutzt. Dieser Teil lässt sich nochmals unterteilen in den personalen Er-Erzähler von der Seite 60 bis zur Seite 76 und den neutralen Er-Erzähler von der Seite 76 bis zur Seite 170.

### Darbietungsform
Es gibt fast ausschliesslich indirekte Rede wie: „Er habe es gewollt, meinte der Jüngere, er könne dies bezeugen [...]“ (Seite 17). Oft findet man innere Monologe wie: „Ich durchforstete meine Erinnerung nach einem Moment, da ich mich in seiner Gegenwart frei und unbefangen gefühlt hatte. Und ich fand keinen.“ (Seite 42). Die erlebte Rede wird hier ebenfalls benutzt und zwar nach dem ersten Bruch wie hier: „Er musste eine Entscheidung treffen. Versuchen, sich von den Stricken zu befreien und an Land schwimmen?“ (Seite 62).

### Chronologie und Zeitstruktur
Der chronologische Aufbau des Romans wird immer wieder durch Rückblenden unterbrochen. Ein ganzer Teil des Romans besteht ausschließlich aus Rückblenden (Seite 60 bis 170). Die Erzählung ist an den meisten Stellen zeitraffend und natürlich über einen großen Teil der Geschichte, denn auf der Seite 6, jetzt als Beispiel, ist es Ende Mai 2011 und auf der Seite 170 ist es Anfang März 2012. Das Jahr ist hier zwar nicht angegeben, doch es lässt sich herleiten, da der Halbbruder im selben Jahr geboren ist, wie „Luna 9“ im „Meer der Stürme“ gelandet ist, die Beatles berühmter als Jesus geworden sind und Gottfried Dienst in Wembley verhinderte, dass Beckenbauer und seine Kumpane Weltmeister wurden (Seite 46). Das alles war im Jahr 1966. Weiter weiss man, dass der Bruder im Alter von 45 Jahren gestorben ist und zwar kurz nach seinem Geburtstag, der im Monat November ist (Seite 12). Es gibt auf der Seite 128 ein weiteres Beispiel für die Zeitraffung: „Vierzehn Jahre blieb das Tier noch unentdeckt von den Weißen, vierzehn Jahre, in denen die Kolonie sich dank dem Fleiß, dem Ehrgeiz und der Grausamkeit langsam entwickelte.“ Im Romanwird auch die Zeitdehnung benutzt, wie bei den Gedanken des Halbbruders, kurz bevor er seinen Totemnamen erfährt: „In diese Gesichter schaute  er nun [...]“ (Seite 66). Der Text ist im Berichtsstil geschrieben, da es keine genaue Nennung von Ort und Zeit gibt. So erfährt man nicht explizit, in welcher Stadt der Ich-Erzähler einen Vortrag über Heinrich von Kleist zu Beginn des Romans hält. Es wird nur Folgendes gesagt: „Man hatte mich in meine Heimatstadt geladen, [...]“ (Seite 5). Er sagt nie, um welche Stadt es sich handelt. Der Zeitpunkt ist auch recht vage, da nur gesagt wird: „[...] an einem Tag im November, [...]“ (Seite 5). Hierbei handelt es sich um die Angabe, dass sich Heinrich von Kleist dann das Leben genommen hat. Weiter sind die Personen oft auch nicht genau genannt oder man muss sich gedulden, den Namen der Person zu finden, die gerade eben beschrieben worden ist. So wird Heinrich von Kleist auf der ersten Seite der Geschichte nicht genannt, doch man weiss, dass es sich um ihn handelt, da Henriette Vogel genannt wird, die er erschossen hat. Sein Name wird später aber erwähnt. Den Namen des Bruders des Ich-Erzählers erfahren wir jedoch nie.

## Literarische Gattung
Der Roman "Koala" wurde in Prosa geschrieben und ist mit fast 200 Seiten ein epischer Text. Er könnte als Beziehungsroman bezeichnet werden, da der Suizid des Bruders teils auf Beziehungsschwierigkeiten zurückzuführen ist. Auf Seite sieben erfährt man vom Ich-Erzähler, dass der Bruder Schwierigkeiten in der Ehe hat.

## Epoche
Das Werk Koala gehört der Epoche der Postmoderne an. Die Erzählweise ist fragmentiert, denn es gibt vier große Teile des Romans, die zeitlich und räumlich getrennt sind. Es gibt auf Seite 60 einen Bruch und die Handlung geht erst auf Seite 170 weiter. Ein weiteres Merkmal, das für die oben genannte Epochenzuordnung spricht, ist, dass sich der Charakter der Figuren kaum entwickelt. Der Bruder war schon immer ein isolierter Mensch, der Gesellschaft nicht mag und auch der Ich-Erzähler hat keine Charakteränderung gezeigt. Die verwendeten Themen sind auch ein Merkmal für die Postmoderne, denn es gibt nicht nur historische Anspielungen, sondern auch Beispiele oder Parallelen.

## Biografie
Lukas Bärfuss wurde am 30. Dezember 1971 in Thun geboren. Nach der obligatorischen Schulzeit arbeitete er als Tabakbauer, Eisenleger, Gärtner und Buchhändler. Seit 1997 lebt und arbeitet er in Zürich als freier Schriftsteller. Bärfuss hat zusammen mit anderen die Künstlergruppe „400asa“ gegründet, für die er Bühnenwerke schrieb, darunter das als grotesk bezeichnete Meienbergs Tod, mit dem er im Jahr 2000 bekannt wurde. Durch das Stück Die sexuellen Neurosen unserer Eltern hatte er dann besonders viel Erfolg. Bis 2005 ist das Stück bereits in zwölf Sprachen übersetzt worden. Im Jahr 2014 hat Bärfuss den Roman "Koala" publiziert, für den er im selben Jahr den Solothurner Literaturpreis und den Schweizer Buchpreis erhielt.

## Meinungen
„Lukas Bärfuss ist der aufregendste Autor der Schweiz“ (Richard Kämmerlings, Die Welt), „Ein grandios-großartiges, tief bewegendes Buch, eines der schönsten, die ich seit langem gelesen habe“ (Elke Heidenreich, Literaturclub), „Der Roman ‚Koala‘ ist gross und autonom gerade darin, dass er keine Erzähllogik behauptet, in der grossen Themen, die bleibende Verstörung ob der Brüche im Text sowie die ganz und gar eigenständige Formung des Erzählens zeichnen ihn aus“ (Corina Caduff, Laudatio zum Schweizer Buchpreis 2014).

### Sekundärliteratur
- Victor Lindblom: Vorstellungen und Überzeugungen. Zur Grenzziehung zwischen fiktionalen und nichtfiktionalen Erzählwerken mit Untersuchungen zu Max Frischs Montauk und Lukas Bärfuss' Koala (= Explicatio. Band 24). Brill mentis, Paderborn 2022, ISBN 978-3-95743-262-9, doi:10.30965/9783969752623 (Open Access).